# Hjalmar Hansen
Hjalmar Hansen (10. oktober 1897 i Horsens – 14. januar 1986) var en dansk skuespiller.
Hansen var i mange år varietéskuespiller på Ny Ravnsborg Varietéen på Vester Fælledvej i København og lavede senere revy på Blegkilde ved Aalborg.
Han er begravet på Vestre Kirkegård.

## Filmografi
- Susanne (1950)
- Det lille hotel (1958)
- Kvindelist og kærlighed (1960)
- En ven i bolignøden (1965)